# Berkane (província)
Berkane é uma província de Marrocos que faz parte da região de A Oriental. Tem uma área de 1,985 km² e uma população de 289.137 habitantes (em 2014). A sua capital é a cidade de Berkane.